# Dolni Lom
Dolni Lom (bulgariska: Долни Лом) är ett distrikt i Bulgarien.   Det ligger i kommunen Obsjtina Tjuprene och regionen Vidin, i den västra delen av landet, 100 km norr om huvudstaden Sofia.
I omgivningarna runt Dolni Lom växer i huvudsak lövfällande lövskog. Runt Dolni Lom är det glesbefolkat, med 17 invånare per kvadratkilometer.